# William Jarvis (comerciante)
William Jarvis (1770–1859) fue  un diplomático, comerciante y  filántropo norteamericano conocido por  introducir la raza de ovejas  merina originaria de España en los Estados Unidos. 

## Biografía

### Primeros años, educación y carrera
Nacido en Boston en una familia de élite local, William Jarvis fue hijo del Dr. Charles Jarvis, un médico de Boston propietario de la casa del antiguo  Gobernador William Shirley en lo que es en la actualidad la State Street. Su hijo William vio a su ardiente patriota padre dar discursos durante la era revolucionaria de las trece colonias, y más tarde recordaba oír al Sheriff de Boston Handerson leyendo la Declaración de Independencia de los Estados Unidos en el balcón de la Old State House (Vieja Casa de Estado). Como otros prominentes bostonianos de la época, Jarvis tenía en sus genes una mezcla tanto de Revolución como de negocios.
Fue enviado a escuelas de Boston, Filadelfia y Nueva Jersey, y completó su formación mercantil en una casa de contabilidad de Norfolk, Virginia. Regresó a Boston y se  estableció como negociante independiente. Al cabo de seis años tuvo una serio revés: Jarvis había garantizado la deuda de una casa mercantil  de la Ciudad de Nueva York  que pertenecía a un amigo y asociado en los negocios, pero el amigo no pudo pagar la deuda. Jarvis pagó sus deudas, pero esto tuvo como consecuencia que tuvo que vender muchos de sus activos. El principiante comerciante  Jarvis fue entonces casi liquidado. Para recuperar su fortuna,  compró un barco clíper y se trasladó a Europa, donde  comerció con mercancías ampliamente por todo el continente  y estableció una exitosa casa comercial, William Jarvis & Co.

### Éxito en el comercio de lana

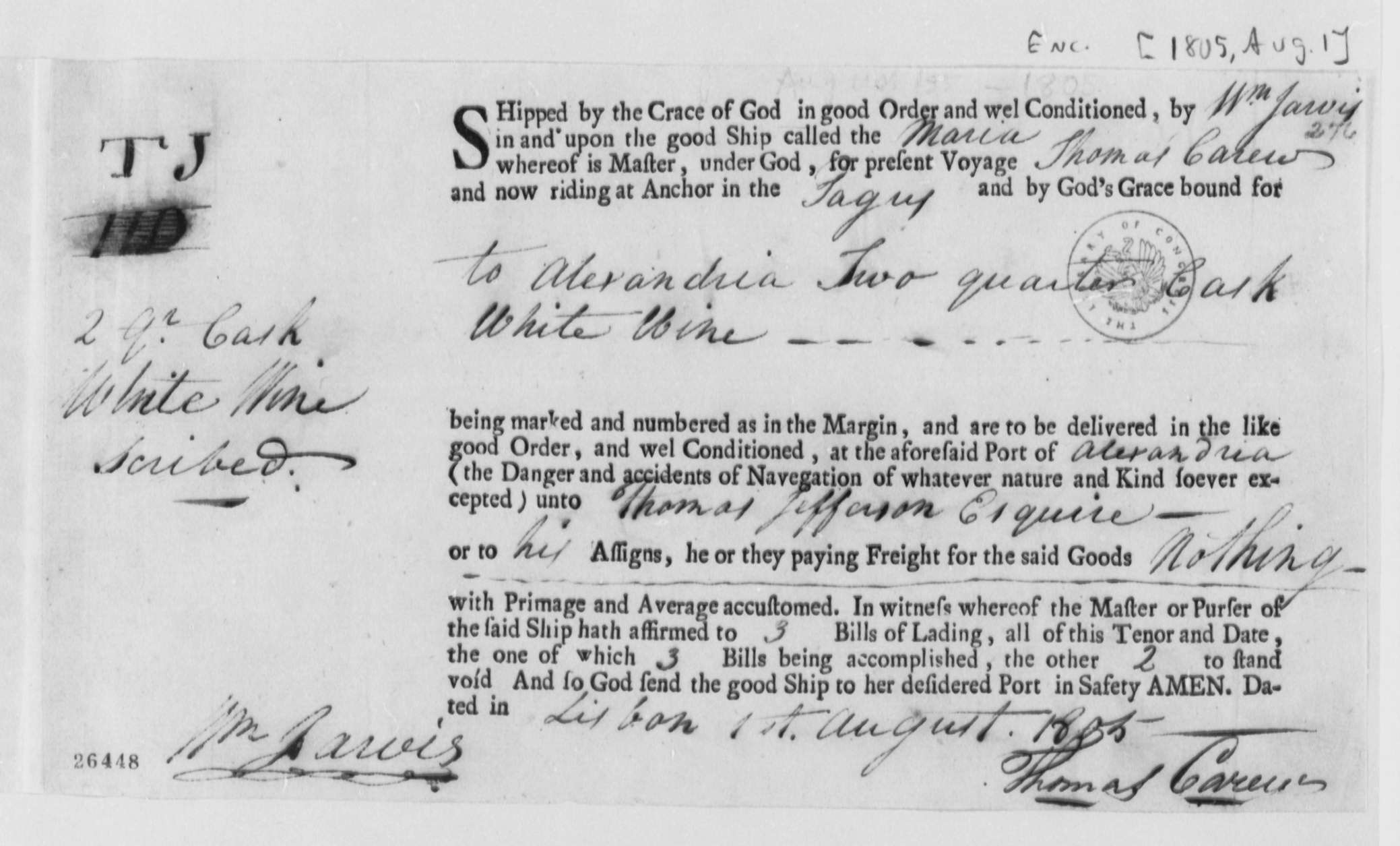
Conocimiento de embarque de vino enviado por el cónsul de EE. UU. Jarvis a Thomas Jefferson, en 1805.

A raíz de su comercio europeo, Jarvis devino familiar con Lisboa, y como estaba  bien conectado en Washington, D.C., fue nombrado por el presidente Thomas Jefferson cónsul de Estados Unidos en Lisboa. Jarvis sirvió en ese puesto durante  una década. Antes de regresar a los Estados Unidos, Jarvis adquirió un rebaño de unas 4,000 ovejas merinas que pasó de contrabando desde  España, aprovechando el momento de la conquista de Napoleón  para romper el completo control español del mercado de la lana y de la raza merina. Fue un movimiento estratégico: Jarvis mantuvo informados a agentes de Departamento de Estado de los Estados Unidos de  cada una de sus gestiones para conseguir algunos ejemplares de la preciada raza merina.
Cuando regresó a América, Jarvis dio ocho ovejas merinas a Jefferson. Hizo también un regalo adicional al entonces vigente Presidente James Madison. Jarvis vendió algunas de sus nuevas ovejas merinas, pero mantuvo la mayoría de ellas en su recientemente adquirida propiedad  en Weathersfield, Vermont, donde  se había asegurado los servicios de un pastor español para ocuparse de sus ovejas. Jarvis se convirtió  en un fanático de los 'merinos', pronunciando conferencias por toda América y elogiando las virtudes de la nueva raza importada. Empleó hasta 20 trabajadores estacionales en su finca de Weathersfield, según atestiguan datos del censo, para llevar a cabo las intensivas tareas relacionadas con la producción de lana y la cría de las ovejas. Al cabo del tiempo Jarvis consiguió que se criase y vendiese esta raza por todo EE UU.  También usó una red de mercaderes en Europa y América que le ayudó a vender su lana por toda América y la Europa continental. Además, Jarvis enviaba parte de su lana a un molino textil que poseía parcialmente  en Quechee, Vermont.
La oveja merina ya tenía presencia en Estados Unidos. Humphereys había sido nombrado el primer representante diplomático de los Estados Unidos en España en 1795. Se quedó fascinados por los rebaños españoles y por la producción asociada, que estudiaría a fondo. Compró 70 ovejas y carneros y obtuvo un permiso especial de exportación cuando dejó el cargo en 1802. El 10 de abril de 1802 el ganado fue embarcado en Lisboa en el barco "Perseverance". Cincuenta día después llegaron a Nueva York, en donde se congregó un público entusiasta para presenciar el desembarco. En 1808 comenzó la fabricación de tejidos. El presidente Jefferson mandó confeccionar un traje con los primeros paños que salieron de los talleres para su uso personal en la recepción del primero de año de 1809.

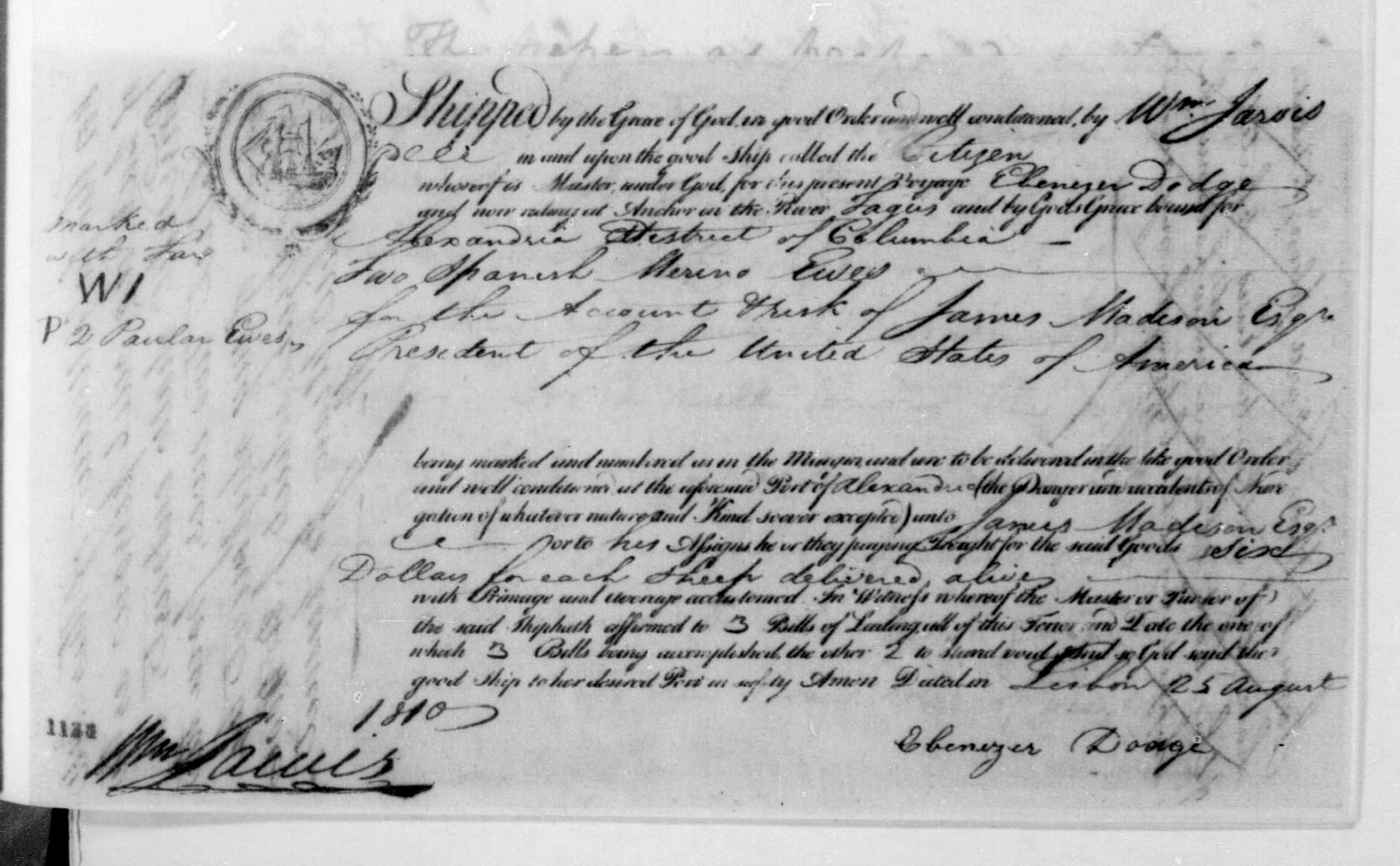
Un Conocimiento de embarque de dos corderas de oveja merina española, enviadas por Jarvis al Presidente James Madison en 1810.

Durante varias décadas, especialmente como consecuencia del bloqueo británico de las colonias durante la Guerra anglo-estadounidense de 1812 cuando la prohibición de la lana británica tuvo como consecuencia que se disparase la demanda de lana doméstica americana, la estrategia de Jarvis produjo ingresos prodigiosos. La llamada  'merino manía' atrapó a  Vermont. Los ganaderos  reclamaban la nueva raza importada, y la cría de oveja se disparó por toda la Costa Este de los Estados Unidos. Se construyeron nuevos molinos textiles en Nueva Inglaterra  para absorber toda la lana que pudiesen conseguir. Los precios de la fina lana merina se pusieron por las nubes por su calidad y larga fibra. Vermont devino la cumbre  de la comunidad agrícola de la nación. En 1830 la oveja merina se había convertido en el ganado principal del estado.
Unos cuantos datos ilustran esta historia. La oveja merina era más productiva que otras razas, un secreto bien conocido por los españoles, y la razón por la que los españoles guardaban sus rebaños tan celosamente. Con anterioridad a la introducción de la merina, los ganaderos de Nueva Inglaterra solo podían escoger entre dos razas de ovejas, pero ninguna de ellas con buena calidad de vellón. La llegada  de la merina cambió todo. En 1812, el peso del vellón medio de una oveja de Vermont era solo del 6% del peso del animal. En 1844, esa cifra se había más que doblado hasta el 15%, y en 1865 había aumentado al 21%. Esto era un cambio monumental, y trajo un boom en las ovejas que llenó los bolsillos de los ganaderos de Vermont.
Sin embargo aquella euforia no duró. En 1837,  había más un millón de ovejas en Vermont. Pero la industria dependía de las cambiantes leyes sobre aranceles de la incipiente nación americana, unas veces protectoras y otras dejando al descubierto a los  productores domésticos ante una agresiva competición extranjera. Jarvis gastó decenas de miles de dólares en  folletos argumentando la necesidad de los aranceles tratando de convencer a los legisladores, como Henry Clay.
El precio de una libra de lana bajó de 57 céntimos en 1835 a 25 céntimos al final de la década de 1840. Los productores de Vermont, que estaban entre los que producían a más alto coste de EE. UU. porque eran granjas pequeñas y la tierra rocosa, fueron fuertemente afectados. Muchos ganaderos abandonaron el negocio, y otros tuvieron que hacer grandes esfuerzos para mantener sus granjas y no pasar hambre. En la actualidad, la pequeña localidad de Weathersfield, antiguamente objeto de envidia con su vieja iglesia de piedra, es testimonio mudo de los días de gloria de la 'merino manía.'
William Jarvis, uno de los republicanos más poderosos del valle del río Connecticut,  ganadero y rico caballero, se ganó su reputación durante aquellos días oscuros por ayudar a los ganaderos de Vermont con su esplendidez.

### Familia
En 1808, William Jarvis se  casó con Mary Pepperell Sparhawk de Boston, una descendiente de Sir William Pepperell de Massachusetts.  Mary Sparhawk le dio dos hijos antes de su muerte en 1811.  Seis años más tarde,  se casó con Anna Bailey Bartlett, la hija del Honorable Bailey Bartlett de Haverhill, Massachusetts, un miembro de la convención que redactó la Constitución de EE. UU., Elector Presidencial,  Alto Sheriff del Condado de Essex (en cuyo puesto  fue nombrado por John Hancock) así como senador del Estado y Tesorero del Condado. William Jarvis y  Anna  Bartlett tuvieron diez hijos.

### Muerte y legado

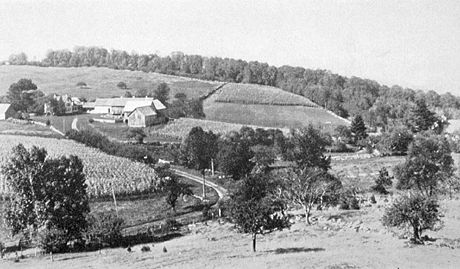
Vista de Weathersfield, Vermont, al principio de la década de 1900.

William Jarvis murió en 1859. Ya en 1813, Jarvis escrituró tierra en Weathersfield para la escuela del distrito local con la cláusula de que la familia Jarvis podría utilizar una parte de la tierra como lugar de entierro familiar a perpetuidad. El cónsul Jarvis fue enterrado en aquella tierra de Weathersfield, cerca de su casa de Weathersfield Bow, en 1859. Otros miembros de su familia, incluyendo su hijo el Mayor Charles Jarvis, están también enterrados junto a él allí en la actualidad.
Incluso a su muerte, los lazos del cónsul Jarvis con la oveja merina  oscurecen sus otros logros. El epitafio en su lápida dice: "William Jarvis, hijo de Dr. Charles Jarvis, nacido en Boston el 4 de febrero de 1770, fallecido el 21 de octubre de 1859. Fue cónsul  en Lisboa y chargé d'affairs suplente  de los Estados Unidos en Portugal entre 1802 y 1811. Haber servido nueve años en una situación difícil, bajo  presidentes capaces y patrióticos como Thomas Jefferson y James Madison basta como suficiente eulogio sobre su fidelidad y capacidad. Fue el primer importador desde España y distribuidor por toda  la Unión de ese animal útil, la oveja merina, la cual contribuyó mucho en poner la fundación de las manufacturas de lana de este país. Su vida temprana fue afectada por reveses de fortuna, pero con habilidad, perseverancia, inteligencia y buena fe, se hizo independiente, y pasó sus años últimos en tranquila jubilación en una familia numerosa; su última aspiración de afecto gratificada por poder dejar sus huesos en paz entre aquellos a quien amó en vida".  Sobre de la tumba de  Jarvis esta esculpida en bajorrelieve una oveja  merina.
El legado duradero de William Jarvis puede ser el paisaje que dejó. Antes de la llegada de la oveja merina a Vermont, la mayor parte del estado estaba vallado con vallas de madera. El boom de la oveja merina  dio a los ganaderos de Vermont una función a todos aquellos mojones rocosos que había por todas partes. Los ganaderos al no encontrar suficiente madera, recurrieron a las piedras, construyendo muros que son incluso en la actualidad iconos del paisaje de Vermont.